# Эдидович, Михаил Давидович
Михаи́л Дави́дович Эдидо́вич (7 февраля 1941, Рига — 2008, там же) — российский и латвийский журналист, поэт и переводчик.
Окончил факультет журналистики Дальневосточного университета. Жил в Риге и Магадане, публиковал статьи и стихи в газетах «Советская Чукотка», «Магаданский комсомолец», «Магаданская правда» и других, в альманахе «На Севере Дальнем», журнале «Дальний Восток». В Магадане вышли книги стихов «Море пахнет льдом» (1975) и «Дыхание зимы» (1981). Переводил стихи с чукотского и эскимосского языков. В 1982 году был принят в Союз писателей СССР.
В 1990—2000-е гг. жил преимущественно в Нью-Йорке. На протяжении более чем 10 лет был журналистом газеты «Новое русское слово».